# John N. Sandlin

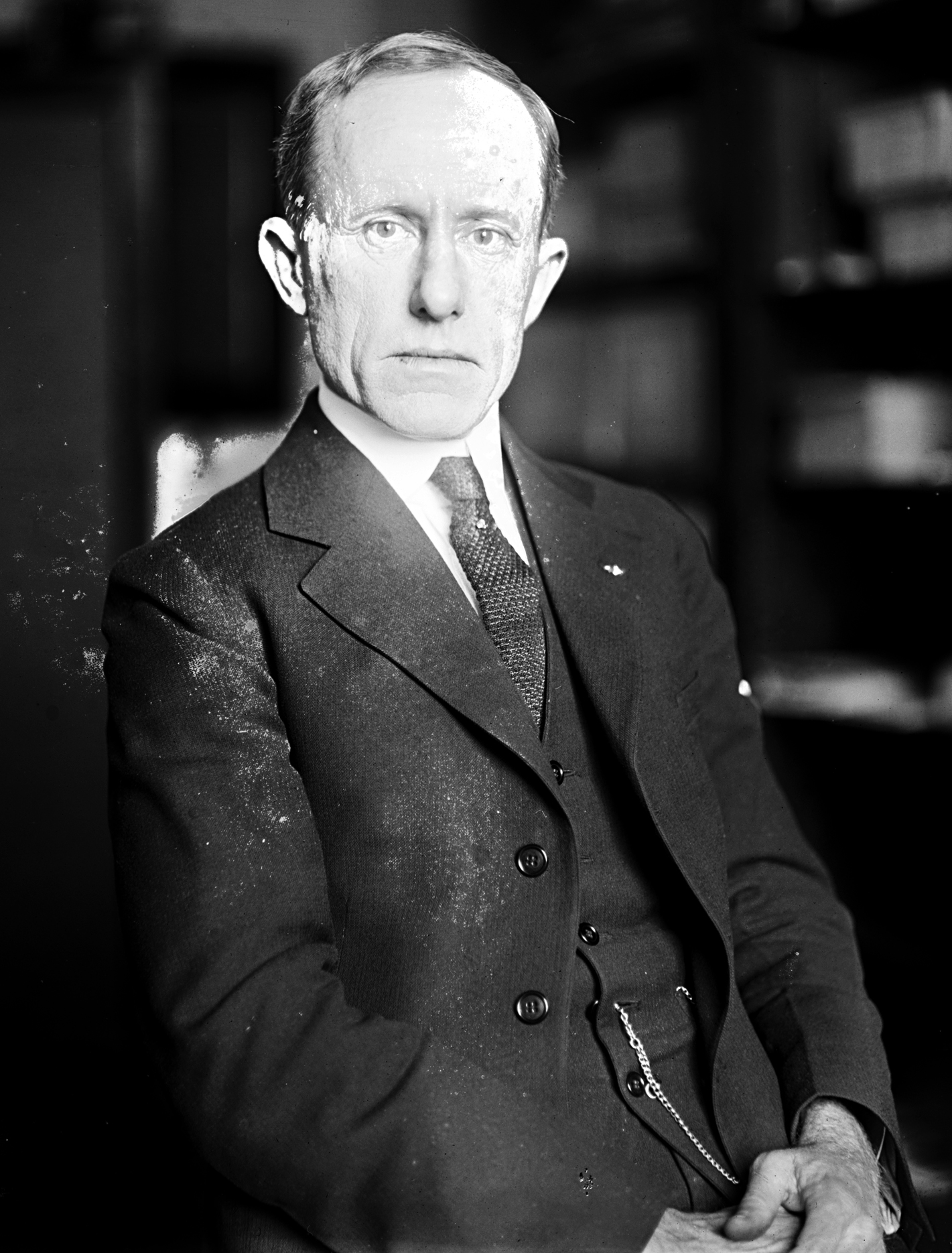
John N. Sandlin

John Nicolas Sandlin (* 24. Februar 1872 bei Minden, Louisiana; † 25. Dezember 1957 ebenda) war ein US-amerikanischer Politiker. Zwischen 1921 und 1937 vertrat er den Bundesstaat Louisiana im US-Repräsentantenhaus.

## Werdegang
John Sandlin besuchte die öffentlichen Schulen seiner Heimat. Nach einem anschließenden Jurastudium und seiner 1896 erfolgten Zulassung als Rechtsanwalt begann er in Minden in diesem Beruf zu arbeiten. Zwischen 1904 und 1910 war er Bezirksstaatsanwalt im zweiten Gerichtsbezirk von Louisiana. Danach war er von 1910 bis 1920 als Richter tätig. Politisch wurde Sandlin Mitglied der Demokratischen Partei. Im Juni 1916 nahm er als Delegierter an der Democratic National Convention in St. Louis teil, auf der US-Präsident Woodrow Wilson für eine zweite Amtszeit nominiert wurde.
Bei den Kongresswahlen des Jahres 1920 wurde Sandlin im vierten Wahlbezirk von Louisiana in das US-Repräsentantenhaus in Washington, D.C. gewählt, wo er am 4. März 1921 die Nachfolge von John T. Watkins antrat. Nach sieben Wiederwahlen konnte er bis zum 3. Januar 1937 acht Legislaturperioden im Kongress absolvieren. In dieser Zeit wurden dort der 20. und der 21. Verfassungszusatz verabschiedet. Seit 1933 wurden außerdem viele der New-Deal-Gesetze der Bundesregierung unter Präsident Franklin D. Roosevelt beraten und in Kraft gesetzt.
Im Jahr 1936 verzichtete John Sandlin zu Gunsten einer erfolglosen Kandidatur für den US-Senat auf eine weitere Nominierung für das US-Repräsentantenhaus; in der Primary seiner Partei unterlag er Allen J. Ellender. Nach seinem Ausscheiden aus dem Kongress praktizierte er wieder als Anwalt. Er war mit der 1911 verstorbenen Ruth Reems verheiratet und hatte mit ihr einen Sohn. Im Jahr 1913 heiratete er Emma Crichton. John Sandlin starb am 25. Dezember 1957 in Minden, wo er auch beigesetzt wurde.